# 27920 Noguchiujo
27920 Noguchiujo è un asteroide della fascia principale esterna. Scoperto nel 1996, presenta un'orbita caratterizzata da un semiasse maggiore pari a 3,177000 UA e da un'eccentricità di 0,101199, inclinata di 18,109555° rispetto all'eclittica. Ha un diametro di 16,445 km e un periodo di rotazione di 54,3615 ore.
È dedicato a Ujō Noguchi, poeta giapponese del XX secolo.